# Eblani
 (juillet 2008).
Si vous disposez d'ouvrages ou d'articles de référence ou si vous connaissez des sites web de qualité traitant du thème abordé ici, merci de compléter l'article en donnant les références utiles à sa vérifiabilité et en les liant à la section « Notes et références ».

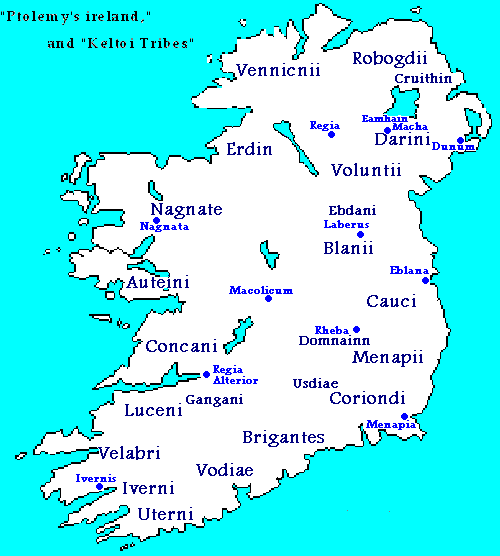
L'Irlande selon Ptolémée et ses peuples celtes

Eblani (autre forme : Blanii) est un peuple celte d'Irlande, du comté de Dublin (Eblana).